# Thomas Beringher
Thomas Agostini (n. Massa, Italia; 31 de marzo de 1988), más conocido como Thomas Beringher, es un disc jockey, productor musical y locutor de radio italiano. Es conocido por sus diversos estilos de producción, principalmente Trance, Progressive House y EDM.

## Carrera
Thomas comenzó su carrera en 2005 comenzando a trabajar en estaciones de radio italianas como locutor de radio. En 2009 también comenzó su carrera como DJ y productor musical de música electrónica bajo el seudónimo de Thomas Beringher. De 2015 a 2017 produjo “Overdrive Radioshow”, un programa de radio mixto trance/progressive, en el cual invita a exponentes del Trance y EDM (Electronic Dance Music) como; Armin van Buuren, Mark Sixma, Joop y Fabio XB. El Show fue transmitido por radio FM en Italia y Francia, y también disponible en versión Podcast en Itunes.
En el verano de 2013, Thomas Beringher actuó como DJ residente en las pre-fiestas oficiales de los eventos de Armin Van Buuren, David Guetta y Paul Kalkbrenner celebrados en Viareggio.
De 2012 a 2017 actuó en festivales de danza europeos como el ADE (Amsterdam Dance Event), Promised Land Festival en Leeuwarden (Países Bajos) y en clubes en Ibiza. En abril de 2024 comienza la gira por los clubes de Sudamérica, partiendo de Bogotá en Colombia.
Desde 2021 hasta 2023 presenta un programa de radio en Radio 105 Lab, una emisora digital secundaria de Radio 105 filial de Mediaset Italia.
Desde enero de 2023 colabora en el programa de radio 105 Miami emitido en Radio 105 (Mediaset Italia).
También es actor de doblaje de publicidad y ha prestado su voz para comerciales de Knorr, Ryanair, Seat, Google y Amazon.

## Discografía parcial

### Singles
- 2014 – Chinatown
- 2015 – Landing
- 2016 – The Wallen
- 2022 – Ibiza Sundown
- 2023 – Stadium